# اندرو مک‌ناتون
اندرو مک‌ناتون (انگلیسی: Andrew McNaughton; ۲۵ فوریهٔ ۱۸۸۷ – ۱۱ ژوئیهٔ ۱۹۶۶) سیاست‌مدار اهل کانادا بود.
وی همچنین برندهٔ جوایزی همچون مدال مؤسسان انجمن مهندسان برق و الکترونیک شده‌است.